# Hugo Duarte
Hugo Duarte (Rio de Janeiro, 9 de agosto de 1961) é um ex-lutador brasileiro de Luta livre esportiva e Vale-tudo, considerado um dos maiores nomes da Luta livre esportiva no Brasil. Conhecido como General da Luta Livre, tem quase 50 anos de carreira esportiva, é um expoente internacional, disputou Campeonatos em diversos países. Foi um dos primeiros atletas brasileiros a disputar campeonatos de MMA (mixed martial arts) no Japão nos anos 90. Ministrou seminários na Europa, Estados Unidos e Japão. Foi dirigente da Federação de Luta Livre Esportiva por várias gestões. 
Hugo Duarte também é famoso por sua luta contra Rickson Gracie onde foi derrotado, cercados por dezenas de pessoas na Praia do Pepê no Rio de Janeiro em 1988, essa luta foi filmada com uma câmera, entregue ao falecido Ryan Gracie com 12 anos na época.
Parceria com Renzo Gracie
Em meados de 2023, Renzo Gracie e Hugo Duarte se tornaram sócios e trabalham agora juntos difundindo a luta sem kimono pelo mundo. 
Hugo Duarte foi promovido a Nono Dan Faixa Vermelha em 10 de Dezembro de 2024 pelo Grão Mestre João Ricardo da Academia Budokan.